# La famiglia dell'antiquario
La famiglia dell'antiquario (o sia La suocera e la nuora) è una commedia teatrale di Carlo Goldoni del 1750, la sesta delle sedici promesse al capocomico Girolamo Medebach per quell'anno. È ritenuta la prima commedia classica di Goldoni. Per la prima volta i personaggi di Arlecchino e Brighella vengono sottratti all'improvvisazione degli attori e dotati di un testo scritto per intero.
Fondata sul contrasto tra nobiltà impoverita e borghesia danarosa, l'opera non ebbe una buona accoglienza, ma fu riscoperta con fortuna nel Novecento.

## Trama
Palermo. In casa dell'antiquario conte Anselmo Terrazzani il conflitto tra suocera (contessa Isabella) e nuora (Doralice, figlia del mercante Pantalone) pare essere senza fine per varie cause: la differenza di classe sociale, l'orgoglio, la disonestà dei servitori, i cattivi consiglieri. Tutto ciò non pare turbare il padrone di casa, che pensa solo al suo museo d’antichità per il quale spreca tutti i soldi e che verrà ingannato dal servitore Brighella, con l’aiuto del suo amico Arlecchino. L'unica persona che appare assennata è il vecchio ed onorevole Pantalone che pensa che, una volta cacciate le persone che fomentavano il litigio e tenute lontane per un po' le due litiganti, alla fine suocera e nuora riusciranno a convivere.

## Poetica
Spiega l'autore nella prefazione per l'edizione a stampa: Alcuni giudicano la presente Commedia terminar male, perché non seguendo alcuna pacificazione fra Suocera e Nuora, manca, secondo loro, il fine della morale istruttiva, che dovrebbe essere, nel caso nostro, d'insegnar agli uomini a pacificare queste due persone, per ordinario nemiche. Ma io rispondo, che quanto facile mi sarebbe stato il renderle sulla scena pacificate, altrettanto sarebbe impossibile dar ad intendere agli Uditori che fosse per essere la loro pacificazione durevole; e desiderando io di preferire la verità disaggradevole ad una deliziosa immaginazione, ho voluto dar un esempio della costanza femminile nell'odio. Ciò però non sarà senza profitto di chi si trovasse nel caso. I Capi di famiglia si specchieranno nell'Antiquario, e trovandosi disattenti alle case loro, se non per ragione della Galleria, per qualche altra, o di conversazione, o di giuoco, potranno rimediare per tempo alle discordie domestiche, alle pretensioni delle donne, e soprattutto ai rapporti maligni della servitù
Sono diversi i temi affrontati nella commedia: il tema della conflittualità tra suocera e nuora, risolto in una maschilista rappresentazione di un universo femminile sciocco e arrogante; quello della disonestà dei servitori; la stigmatizzazione della moda d'avere in casa antichità, grazie alla scoperta delle rovine di Pompei, moda che induceva l’aristocrazia a sprecare soldi inutilmente, solo per vanità; la critica ai cicisbei (o cavalier serventi), figure caratteristiche del XVIII Secolo; lo scontro tra classi sociali (da un lato un'aristocrazia orgogliosa, dall'altro la voglia di potere dell'emergente classe borghese) .